# 사평역 (소설)
사평역은 1983년에 발표된 임철우의 소설이다. 곽재구의 시 〈사평역에서〉를 소설화하였다.

## 등장 인물
등장 인물은 역장, 대학생 청년, 중년 사내, 농부(아들), 기침하는 노인, 춘심이, 서울 여자, 행상꾼 아낙네들, 미친 여자로 이루어져 있다. 역장은 사평역에서 역장으로 수십 년 동안 역무원 생활을 해왔고, 현재는 간이역인 사평역에서 역무원 등과 함께 일하고 있다. 또 사평역 인근 마을의 사람들을 거의 대부분 알고 있다.

## 미디어
- 1985년에 방송된 KBS TV문학관의 210화 사평역에서 각색한 텔레비전 드라마 작품이다.

## 참고 사항
- 실제 사평역(沙平驛)은 관련이 없음을 밝힙니다.